# یان فن دن برخ
یان فن دن برخ (هلندی: Jan van den Berg; ۲۲ اوت ۱۸۷۹ – ۲۱ دسامبر ۱۹۵۱) بازیکن فوتبال اهل هلند بود.
وی همچنین در تیم ملی فوتبال هلند بازی کرده‌است.